# Begonia sanguinea
Begonia sanguinea es una especie de planta perenne perteneciente a la familia Begoniaceae. Es originaria de Sudamérica.

## Distribución
Es originaria de Brasil donde se encuentra en la Mata Atlántica distribuidas por Río de Janeiro.

## Taxonomía
Begonia sanguinea fue descrita por Giuseppe Raddi y publicado en Memorie della Reale Accademia di Scienze, Lettere e d'Arti di Modena 18: 409. 1820.
Sinonimia
- Pritzelia sanguinea (Raddi) Klotzsch	[3]

Híbridos
- Begonia × forckelii Forckel, nom. inval.
- Begonia × druryi C.D.Bower, nom. inval.
- Begonia × thurstonii Thurston, nom. inval.